# مخارج دولت
مخارج دولت (به انگلیسی: Government Expenditure) شامل تمامی مصارف دولت، سرمایه‌گذاری و پرداخت‌های انتقالی می‌شود.
مخارج دولت می‌تواند از منابع ذیل تامین شود: قرض گرفتن از بانک‌های تجاری یا بانک مرکزی، قرض گرفتن از مردم، قرض گرفتن از خارجی‌ها، فروش دارایی‌های دولتی مثل سهام شرکت‌ها، فروش ثروت‌های ملی مثل نفت و معادن و سایر منابع طبیعی، و یا مالیات.

اقتصاد بخش عمومی شامل ۲ قسمت عمده است:
1. مالیه عمومی؛ که این بخش مربوط به درآمدهای دولت می‌باشد.
2. هزینه‌های دولت؛ که این بخش به تحلیل هزینه‌های دولت از منظر اثباتی و دستوری می‌پردازد.

مخارج عمومی در اقتصاد بخش عمومی، شامل کلیه مخارج دولت در خصوص فعالیتها، در سطوح مختلف (مرکزی، ایالتی و محلی) می‌شود.
در مورد هزینه‌های بخش عمومی چند نکته قابل تأمل است:
اول داشتن توجیه اقتصادی است، این هزینه‌ها باید در راستای گسترش رفاه، کارایی و توانمندی شهروندان مصرف شده باشند.
دوم آنکه تلاش دولت‌ها در اجرای هزینه‌های مربوطه باید حفظ توازن بین کارایی و عدالت اجتماعی باشد.
سوم آنکه اولویت دادن به هزینه سرمایه‌گذاری و عمرانی نسبت به هزینه‌های جاری از اهمیت خاصی برخوردار است.
چهارم؛ چگونگی تأمین مالی هزینه‌ها، به ویژه تأمین کسری احتمالی آن، از حساسیت قابل توجهی برخوردار است. استقراض از بانک مرکزی برای تأمین کسری بودجه به‌طور جدی مشکل آفرین است.